# Elizabeth Baring
Elizabeth Baring, född Vowler i Exeter 1702, död 1766, var en brittisk affärsidkare.
Hon var dotter till en förmögen köpman i Exeter, och gifte sig med Johann Baring, en immigrant från Tyskland, som grundade en av det dåtida Storbritanniens större ullföretag. Hon övertog företaget vid sin makes död 1748, och drev det till hon så småningom kunde överlåta det till sina söner. Hon beskrivs som en kvinna med gott sinne för affärer och var en av det dåtida Englands mest framgångsrika affärskvinnor - företaget blev ett av de största i Storbritannien och utgjorde grunden till vad som senare blev Barings Bank.  